# Vinné
Vinné este o comună slovacă, aflată în districtul Michalovce din regiunea Košice. Localitatea se află la altitudinea de 145 m deasupra n.m., se întinde pe o suprafață de 29,78 km2 și în 2017 număra 1.810 locuitori. Se învecinează cu comuna Kaluža.

## Istoric
Localitatea Vinné este atestată documentar din 1249.

## Demografie
| An:                | 1994 | 2004   | 2014   | 2024    |
| ------------------ | ---- | ------ | ------ | ------- |
| Număr de persoane: | 1536 | 1634   | 1747   | 2169    |
| Diferență:         |      | +6,38% | +6,91% | +24,15% |

| An:                | 2023 | 2024   |
| ------------------ | ---- | ------ |
| Număr de persoane: | 2156 | 2169   |
| Diferență:         |      | +0,60% |